# Don’t Stop Rappin’
Don’t Stop Rappin’ – debiutancki album amerykańskiego rapera Too Shorta. Ukazał się w sprzedaży w 1985 roku. Zawiera pierwotną wersję utworu „Playboy Short”. Został on później wydany ponownie, na albumie Born to Mack jako „Playboy Short II”.

## Lista utworów
1. „Don’t Stop Rappin’” - 9:27
2. „Shortrapp” - 7:09
3. „Girl” - 8:57
4. „Female Funk” - 5:28
5. „Playboy Short” - 9:23